# توني أغانا
توني أغانا (بالإنجليزية: Tony Agana)‏ هو مدرب كرة قدم ولاعب كرة قدم بريطاني في مركز الهجوم، ولد في 2 أكتوبر 1963 في منطقة بروملي في المملكة المتحدة. لعب مع شيفيلد يونايتد وليدز يونايتد ونادي كليفتونفيل ونادي هيرفورد ونادي واتفورد ونادي ويموث ونوتس كاونتي وويلينج يونايتد.

## وصلات خارجية
- توني أغانا على موقع قاعدة بيانات كرة القدم.إي يو (الإنجليزية)
- توني أغانا على موقع Soccerbase.com (لاعب) (الإنجليزية)